# Kuźnia Oruńska
Kuźnia Oruńska – zabytkowy dom podcieniowy w Gdańsku, położony na Oruni.

## Opis obiektu
Szachulcowy dom datowany na 1800 rok, położony przy ul. Gościnnej 10. Dokładna data powstania budynku nie jest znana, jednak widnieje on już na rycinie z 1807 roku. Pierwotnie mieścił warsztat kowalski, a następnie pełnił funkcje mieszkalne. W rejestrze zabytków od 1983 roku. Kuźnia zlokalizowana była przy głównym placu dawnej wsi Orunia. Budynek o konstrukcji słupowo-ryglowej z elementami murowanymi cegłą holenderską, która mogła znaleźć się w Gdańsku jako balast statków. W podwórzu znajdowała się niezachowana oficyna. Warsztat kowalski funkcjonował do końca lat 50. XX wieku. Ostatni lokatorzy zostali wykwaterowani w 2009 roku, budynek pozostawał wtedy w ruinie. W latach 2010–2011 prowadzone były badania architektoniczno-konserwatorskie. W 2013 roku zakończyła się gruntowna rewitalizacja budynku. Od tego momentu zarządzany jest przez Gdańską Fundację Innowacji Społecznej, która prowadzi wewnątrz kawiarnię. W 2013 roku kuźnia otrzymała wyróżnienie Zabytek Zadbany przyznane przez Ministerstwo Kultury i Dziedzictwa Narodowego.